# توم جيلمور
توم جيلمور (بالإنجليزية: Tom Gilmore)‏ هو لاعب كرة القدم الكندية أمريكي، ولد في 10 سبتمبر 1964 في فيلادلفيا في الولايات المتحدة.